# Silene aomorensis
Silene aomorensis är en nejlikväxtart som beskrevs av Mizushima. Silene aomorensis ingår i släktet glimmar, och familjen nejlikväxter. Inga underarter finns listade i Catalogue of Life.